# El día de mañana
El día de mañana est une mini-série espagnole en six épisodes de 50 minutes, écrite par Mariano Barroso et réalisée par lui également, basée sur le roman du même nom d'Ignacio Martínez de Pisón, et mise en ligne le 22 juin 2018 sur le service Movistar+.
Cette série est inédite dans tous les pays francophones.

## Synopsis
Justo Gil (Oriol Pla), un jeune homme agité et ambitieux, arrive dans la ville prospère et prometteuse des années 1960, Barcelone, comme travailleur migrant, qui a pour but de devenir un homme d'affaires. La ville, en pleine transformation, semble être le lieu idéal : une oasis de liberté au milieu du franquisme de 1966 à 1977.

## Distribution

### Acteurs principaux
- Oriol Pla : Justo Gil
- Aura Garrido : Carme Román
- Jesús Carroza (es) : inspecteur Mateo Moreno
- Karra Elejalde : commissaire Landa

### Acteurs secondaires
- David Selvas
- Pere Ponce (es)
- Nora Navas
- David Marcé
- Dafnis Balduz (es)
- Pol López
- Max Megías

## Fiche technique
- Titre original : El día de mañana
- Réalisation : Mariano Barroso
- Scénario : Mariano Barroso
- Sociétés de production : MOD Producciones

## Épisodes
Les six épisodes, sans titre, sont numérotés de un à six.